# Treasure (chanson de Bruno Mars)
Pour les articles homonymes, voir Treasure.
Singles de Bruno Mars
When I Was Your Man
(2013)
Treasure est une chanson de Bruno Mars, extraite de son deuxième album studio Unorthodox Jukebox et sortie en single le 10 mai 2013.
Treasure prend notamment ses influences dans la chanson Rock with You de Michael Jackson ainsi qu'une signature significative et marquée de Baby I'm Yours de Breakbot.

## Dans la culture
Sauf indication contraire, les informations mentionnées dans cette section peuvent être confirmées par le générique de fin de l'œuvre audiovisuelle présentée ici, ainsi que par la base de données cinématographiques IMDb,  présente dans la section « Liens externes ».
- Mes trésors - bande originale

## Classement hebdomadaire
| Classement (2013)                          | Meilleure position |
| ------------------------------------------ | ------------------ |
| Afrique du Sud (Mediaguide Airplay)        | 1                  |
| Australie (ARIA)                           | 10                 |
| Autriche (Ö3 Austria Top 40)               | 15                 |
| Belgique (Flandre Ultratop 50 Singles)     | 26                 |
| Belgique (Wallonie Ultratop 50 Singles)    | 10                 |
| Canada (Hot 100)                           | 4                  |
| Tchéquie (IFPI Rádio)                      | 22                 |
| Corée du Sud (Gaon International)          | 16                 |
| Costa Rica (Top 40 Airplay)                | 2                  |
| Danemark (Tracklisten)                     | 22                 |
| Europe (Hot 100)                           | 8                  |
| France (SNEP)                              | 8                  |
| France (Club 40)                           | 15                 |
| Allemagne (Media Control AG)               | 18                 |
| Grèce                                      | 13                 |
| Hongrie (Rádiós Top 40)                    | 4                  |
| Hongrie (Dance Top 40)                     | 7                  |
| Irlande (IRMA)                             | 9                  |
| Israël (Media Forest)                      | 2                  |
| Liban (Lebanese Top 20)                    | 3                  |
| Mexique (Monitor Latino Ingles top 20)     | 2                  |
| Pays-Bas (Nederlandse Top 40)              | 11                 |
| Nouvelle-Zélande (RMNZ)                    | 7                  |
| Pologne (Dance Top 50)                     | 27                 |
| Portugal (Top 50)                          | 10                 |
| Écosse (OCC)                               | 14                 |
| Slovaquie (IFPI Rádio)                     | 39                 |
| Suisse (Schweizer Hitparade)               | 13                 |
| Royaume-Uni (UK Singles Chart)             | 12                 |
| États-Unis (Hot 100)                       | 5                  |
| États-Unis (Pop Airplay)                   | 5                  |
| États-Unis (Dance Club Songs)              | 14                 |
| États-Unis (Adult Pop Songs)               | 6                  |
| États-Unis (Adult Contemporary)            | 11                 |
| Venezuela (Record Report pop rock général) | 2                  |

| Région                                                                                                 | Certification | Ventes/Streams |
| --- | ------------- | -------------- |
| Australie (ARIA)                                                                                       | Platine       | 70 000         |
| Belgique (BEA)                                                                                         | Or            | 20 000*        |
| Canada (Music Canada)                                                                                  | Or            | 40 000         |
| Danemark (IFPI)                                                                                        | Platine       | 30 000         |
| États-Unis (RIAA)                                                                                      | 2 × Platine   | 2 000 000      |
| France (SNEP)                                                                                          | Or            | 75 000         |
| Italie (FIMI)                                                                                          | Or            | 15 000         |
| Nouvelle-Zélande (RIANZ)                                                                               | Platine       | 15 000         |
| Royaume-Uni (BPI)                                                                                      | Argent        | 200 000        |
| *Ventes selon la certification ^Mise en rayon selon la certification xNon précisé par la certification |               |                |